# Desmona bethula
Desmona bethula là một loài Trichoptera trong họ Limnephilidae. Chúng phân bố ở miền Tân bắc.